# Canabinoides sintéticos

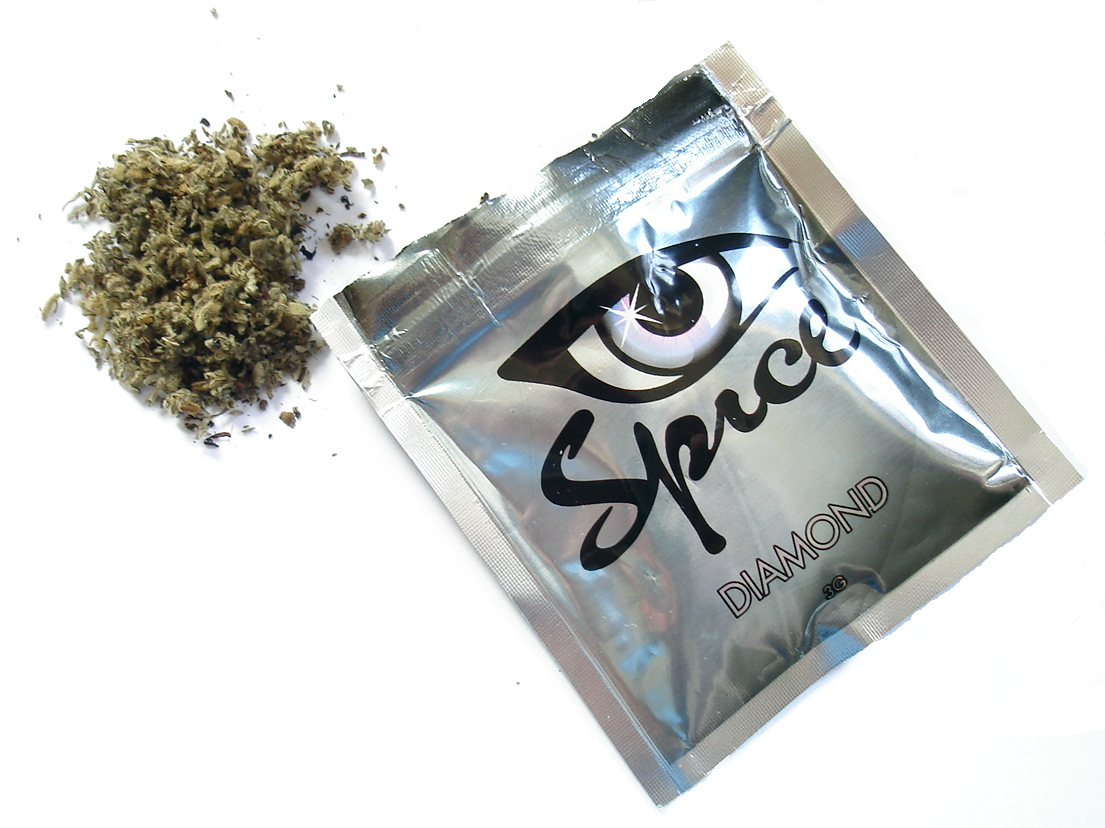
Bolsa y contenidos de una de las primeras marcas popularmente reconocidas llamada "Spice", que contiene hierbas mezcladas con cannabinoides sintéticos, ahora ilegales en muchas partes del mundo.

Los cannabinoides sintéticos o neocannabinoides son una clase de drogas de diseño inspiradas de los cannabinoides que se encuentran en las plantas de cannabis, pero que no se encuentran en el medio ambiente.

La Oficina de Naciones Unidas contra la Droga y el Delito los define como:
"receptores agonistas de cannabinoides, los cuales producen efectos similares a los del delta-9-tetrahidrocannabinol (THC), el principal componente psicoactivo de la cannabis. Los cannabinoides sintéticos son generalmente mezclados en productos herbarios y vendidos bajo el nombre de spice, K2, Kronic, etc."

## Usos y efectos
Estas sustancias químicas psicoctivas que actúan en el cuerpo en una manera similar a los cannabinoides naturalmente encontrados en la marihuana (como el THC o el CBD) aunque relativamente más potente, y con efectos farmacológicos desconocidos, son denominados comúnmente "marihuana sintética". A menudo comercializadas en el mercado ilícito (incluso en España) para ser utilizadas con fines recreativos, afirman que pueden dar al consumidor los mismos efectos del consumo de cannabis. Los riesgos de salud de estas sustancias se vinculan a su alta toxicidad y sus efectos psicotrópicos, mediados a través de los receptores CB1 de la corteza cerebral. Contrariamente al cannabis y a los cannabinoides derivados de la planta, los estudios han asociado el uso de "cannabinoides sintéticos" o "neocannabinoides" con episodios psicóticos días después de que son consumidos, algunos de los cuales han resultado en casos de muerte. A pesar de que los cannabinoides sintéticos no pueden producir resultados positivos en los test de drogas, es posible de detectar sus metabolitos en orina humana.

## Mercado
En el mercado ilícito, a menudo se pulverizan sobre material vegetal y se venden bajo nombres como K2, Picky y Spice, los cuales son a menudo utilizados como nombres genéricos para cualquier producto de "cannabis sintético". Cuándo estos psicotrópicos sintéticos salieron a la venta, se creía que conseguían su efecto a través de una mezcla de hierbas naturales, pero análisis de laboratorio en 2008 mostraron que este no era el caso, y que estos productos de hecho contenían una variedad grande de "cannabinoides sintéticos" (más a menudo cannabicyclohexanol, JWH-018, JWH-073, o HU-210). Por ser recién inventados, y por consecuencia aún no fiscalizados, los "cannabinoides sintéticos" son utilizados en un intento de evitar las leyes que hacen ilegal la marihuana y otros estupefacientes o psicotrópicos fiscalizados. Han sido vendidos bajo varios nombres de marcas, en línea, en tiendas especializadas y otros tipos de comercios – a menudo son vendidos como paquetes de incienso o "hierbas para fumar". 
En el mercado lícito, algunos "cannabinoides sintéticos" se utilizan en medicina (como la Nabilona o el CP-55,940)

## Clasificación y legalidad
Existen varias familias de "cannabinoides sintéticos" (algunos denominados por series empezando con las iniciales de las universidades donde se inventaron, o diminutivos de nombres químicos como "cyclohexylphenols": SOY-xxx, HU-xxx, JWH-xxx, CP-xx). El término "neocanabinoide" se ha propuesto para diferenciar y evitar confusiones entre estos compuestos y los cannabinoides naturales obtenidos de forma sintética (THC sintético o CBD sintético).
Actualmente, los cannabinoides sintéticos contenidos en estos productos se están ilegalizando en un número creciente de países, y la Organización Mundial de la Salud ha recomendado a la Comisión de Estupefacientes de Naciones Unidas la fiscalización internacional de varios de estos compuestos.